# Футбольная небесная лига
Футбольная Небесная Лига — российский спортивный интернет-проект, виртуальная футбольная лига, участниками которой являются ранее расформированные и лишившиеся профессионального статуса команды.
Основана в 2018 году по инициативе тульского графического дизайнера Алексея Белоуса.
Действующий победитель — нижегородский «Локомотив».
Матчи лиги проводятся в формате онлайн-голосования среди болельщиков.

## История появления
Идея организовать собственное первенство для прекративших существование футбольных клубов появилась у Алексея Белоуса летом 2018 года, во время проведения чемпионата мира. Активное участие в организации проекта принимал Александр Пермяков.
Площадкой для проведения соревнования была выбрана социальная сеть ВКонтакте.

## Чемпионы
Сезон 2018/19:
Первым чемпионом стал в сезоне 2018/19 пермский «Амкар», обыгравший в финале кировское «Динамо» со счетом 8:7.
Сезон 2019/20:
Чемпионом в сезоне 2020 года стал нижегородский «Локомотив», обыгравший в финале краснодарскую «Кубань».

## Популярность и освещение в СМИ
Проект, первоначально начавшийся как развлечение, вызвал интерес со стороны федеральных СМИ.
В частности, на появление необычного чемпионата отреагировали Sports.ru, «Чемпионат», «Спорт-Экспресс», «Матч ТВ» и др.
Победа «Амкара» в турнире активно освещалось региональной прессой Пермского края.

## Влияние
После того, как кировское «Динамо» в первом сезоне Футбольной небесной лиги прошло в финал турнира, в котором уступило «Амкару», появилась информация о том, что инициативная группа местных жителей приняла решение о возрождении клуба своими силами.
Также отмечалось, что к решению вопроса подключатся официальные представители Любительской футбольной лиги.

## Структура чемпионата
По правилам лиги, подписчики имеют право голосовать только за одну из двух команд.
Голосование длится 90 часов (по аналогии с длящимся 90 минут футбольным матчем).
В первом сезоне в чемпионате участвовали 60 клубов, поделенных на 6 групп по 10 команд в каждой.
Для определенной группы запускалось свое голосование, которое длилось шесть дней.
Две лучшие команды по итогам опроса фанатов выходили в плей-офф напрямую. Третья команда попадала в стыковой раунд, в котором определялись еще четыре участника плей-офф.

## Участники сезона 2020
- Группа А: «Жемчужина» Сочи, «Кубань» Краснодар, «Волга» Нижний Новгород.
- Группа B:  «Амкар» Пермь, «Динамо» Киров, «Локомотив» Нижний Новгород.
- Группа C: «Москва»,  «Сибирь» Новосибирск, «Уралан» Элиста.
- Группа D: «Октан» Пермь, «Текстильщик» Камышин, «Тосно» Ленинградская область.

## Финансы и партнерство
Партнерами лиги  иронически были выбраны закрытые банк «Югра», авиакомпания «Трансаэро» и спортивный телеканал «7ТВ».

## Кубок Файзулина
В 2018 году организаторы турнира объявили о том, что у Футбольной небесной лиги появится собственный реальный трофей, который будет передан фанатам победившей команды. По результатам народного голосования награду было решено назвать Кубком Файзулина в честь Виктора Файзулина. За короткий период времени[уточнить] при помощи краудфандинга на изготовление Кубка было собрано более 42 тысяч рублей. Позже[уточнить] приз был торжественно вручен поклонникам победившего в первенстве «Амкара».